# Buckley (pays de Galles)
Pour les articles homonymes, voir Buckley (homonymie).
Buckley (Bwcle en gallois) est une ville et une communauté du nord-est du pays de Galles, chef-lieu du comté du Flintshire et comptant 15 665 habitants selon le recensement britannique de 2011.

## Géographie
Buckley se situe dans l'est du Flintshire, à environ 5 kilomètres à l'ouest de la frontière avec l'Angleterre, à proximité des autres communautés de Broughton, Mold et Connah's Quay.

## Sport
Buckley est la ville d'un club de football Pays de Galles le Buckley Town FC. En 2021, le club dispute le Cymru North, la deuxième division galloise.

## Personnalité liée à la ville
- Danny Collins, international gallois ayant joué durant son enfance pour le Buckley Town FC
- Ryan Shawcross, international anglais ayant joué durant son enfance pour le Buckley Town FC